# Lehár Antal
Lehár Antal, báró (Sopron, 1876. február 21. – Bécs, 1962. november 12.) magyar katonatiszt, Lehár Ferenc zeneszerző öccse. Németes névformája Anton Freiherr von Lehár.

## Élete
Bécsben, a császári-királyi hadapródiskolában végezte katonai tanulmányait, melynek elvégezése után 1893-ban hadapród tiszthelyettessé avatták. Négy évvel később a Hadiiskola (Kriegsschule) hallgatója lett, ahol két éven keresztül folytatott tanulmányokat.
Az első világháborúban a 83. gyalogezrednél őrnagyi rangban szolgált, majd beosztották a 13. népfelkelő gyalogezredbe, ahol a Katonai Mária Terézia-rend lovagkeresztjét érdemelte ki, amelyhez egyben osztrák bárói (Freiherr) címet is adományoztak neki. A háború végére már ezredesi rendfokozatot ért el.
A Magyar Tanácsköztársaság kikiáltása után Ausztria területére távozott, ahol a bécsi Antibolsevista Comité megbízásából különítményeket szervezett. A Grazban toborzott haderő mintegy 2 000 főből állt, és a Nemzeti Hadseregtől teljesen függetlenül működött. A Feldbachban működő különítményhez, amelynek vezetését helyettese, Sigray Antal látta el, a kommunisták által megdöntött Vendvidéki Köztársaság néhány egykori (főleg katonákból álló) vezetője is csatlakozott.
Augusztus 2-án Lehár csapatai ellenőrzésük alá vonták Magyarország északnyugati területeit. Gömbös Gyula, a szegedi kormány nevében Grazba utazott, hogy átvegye a parancsnokságot Lehártól, de kísérlete kudarcot vallott. A Nemzeti Hadsereg időközben Siófokra tette át főhadiszállását, ez stratégiai előnyhöz juttatta Horthy Miklóst a vele rivalizáló Lehárral szemben.
A Friedrich-kormány idején Lehárt a szombathelyi katonai körlet parancsnokává nevezték ki. Csapatai a kommunisták (pl. Entzbruder Dezső, Bors László) és szociáldemokraták ellen hajtottak végre megtorlásokat. Katonái számos visszaélést és túlkapást követtek el, amivel maga Lehár is hozzájárult a Friedrich-kormány presztízsvesztéséhez.
A nyugat-magyarországi katonai erőket jól megszervezte. Szándékában állt fegyverrel megakadályozni az osztrák területi igények érvényesítését, végül azonban elismerte Horthyt fővezérnek. 1919-ben csatlakozott hozzá, és részt vett a Budapestre történő bevonuláson. Legitimista meggyőződése miatt azonban hamarosan szembekerült Horthyval és IV. Károly király mellé állt. Csapatai az uralkodó oldalán részt vettek a budaörsi csatában, azonban a király második visszatérési kísérlete is kudarcba fulladt. A puccs résztvevőire hadbírósági eljárás várt, ezért Lehár külföldre menekült.
Kezdetben Münchenben élt, ahol kapcsolatba került a helyi szélsőjobboldaliakkal. Egy sörházban még Hitlert is hallotta beszélni, akit azonban pojácának tartott. Mivel a nemzeti szocializmus eszméit elutasította, jobbnak látta Bécsbe költözni. Itt csatlakozott hozzá a felesége is, akinek sikerült kiutaznia Magyarországról.
Lehár Ferenc igyekezett segíteni testvérén, de a feleségeik közötti ellenszenv miatt ez csak korlátozottan valósulhatott meg. Lehár Antalnak anyagi nehézségekkel kellett megküzdenie, hiszen Magyarországról nyugdíjat nem kaphatott. Kényszerűségből tehát elvállalta az osztrák zenészek, zeneműkiadók jogi képviseletét Berlinben, ahonnan azonban az 1930-as évek elején kiutasították, ezért visszatért Bécsbe.
Az Anschluss után a Gestapo Ausztriában figyeltette, majd házi őrizetbe helyezte. Lehár Ferenc 1947-ben meghalt, s mivel nem volt gyermeke, vagyonát testvérei örökölték. Lehár Antal bátyja hagyatékát nagy figyelemmel gondozta, súlyos betegen is eleget tett kötelezettségeinek.
Lehár Antal élete utolsó éveit tolószékben töltötte, mert a fronton szerzett sebei a csípőjén és a lábán többször megnyíltak, elfertőződtek. Az egykori katonatiszt – feleségét öt évvel túlélve –, 1962-ben hunyt el Bécsben.
1919 és 1921 között vezetett naplóját 1973-ban Bécsben publikálták.

## Művei
- Anton Freiherr von Lehár: Unsere Mutter. Wiener Bohème-Verlag, Wien/Berlin 1930
- Anton Lehár: Erinnerungen: Gegenrevolution und Restaurationsversuche in Ungarn, 1918–1921; herausgegeben von Peter Broucek. Wien, 1973

### Magyarul
- Egy katonatiszt naplója, 1919–1921; ford. Ólmosi Zoltán; História Alapítvány, Bp., 1993